# 半結構化知識系統
半結構化知識系統（英語：Semi-structured Knowledge System）是指為已電子化、數位化但不具有標準格式、制式內容、固定結構識的文件內容提供搜尋、擷取、整理、分類、儲存、索引、分析等功能的知識資訊科技謂之。

## 說明與主要科技
據估計有80%的知識儲存在非結構化的文件中，包括會議記錄、商標圖案、備忘錄、留言板、電子簡報檔、E-Mail、設計藍圖中，這些雖然已經數位化但卻沒有標準格式的所謂半結構化知識，也是公司重要的知識。在此方面有下列幾種主要的IT技術：
1.支援結構文件分類與集群的科技：文件探勘。
2.支援半結構文件的搜尋工具：文件導向的搜尋(Document-Oriented Search)、概念導向的搜尋(Concept-Oriented Search)。
3.支援E-Mail的分類。
4.串線的分類工具。